# Вырыстайкино
Вырыста́йкино (чув. Анатьял) — село в Сенгилеевском районе Ульяновской области, входит в состав Новослободского сельского поселения.

## География
Расположено на реке Елаурка, в 15 км к югу от районного центра — города Сенгилей.
Ближайшие населённые пункты: село Елаур — 7 км, село Алёшкино — 5 км, село Мордово — 7 км.

## История
Основано в 1688 году служилым чувашом Выраста́йкой Саба́евым. 

Об одном из первых чувашских поселений Елаур (Ялавӑр) имеются документальные материалы, выявленные в архивах местными краеведами. Село основано в 1672 г. «служилыми людьми из чуваш» Вырастайкой Сабаевым, Иштерякой Ахтеряковым и их товарищами в количестве 40 чел. В 1688 г. из Елаура на берег р. Волги в устье речки Елаура выделились дочерние селения — Вырастайки Сабаева (отсюда происходит название деревни Вырастайкино, ее чувашское название Анатьял) и Спиридона Жоина (Алешкино).— Симбирско-Саратовские чуваши:27-28
По другим данным село возникло в XVIII веке. 
В 1780 году, при создании Симбирского наместничества, деревня Вырыстайкина, крещёных чуваш,  при речке Елаур, вошла в состав Сенгилеевского уезда, в которой жило 109 ревизских душ. С 1796 года в составе Сенгилеевского уезда Симбирской губернии. 
До 1860-х годов жители являлись удельными крестьянами; занимались земледелием. 
В 1896 году была открыта церковная школа грамоты, в 1900 году построена церковь в честь Покрова Пресвятые Богородицы. В 1913 году функционировало земское училище. 
В начале XX века село входило в Сенгилеевскую волость Сенгилеевского уезда Симбирской губернии.
В 1956 году, в связи с созданием Куйбышевского водохранилища, село перенесено на новое место.

## Название
Название имеет фамильную основу. 
По одной из легенд название села основано из 2-х слов: Вырăс (перевод с чувашского — «русский») и Тайка (имя собственное).

## Население
| Год     | 1859 | 1879 | 1897 | 1900 | 1913  | 1971 | 1989 | 1996 | 2002 | 2010 | 2019 |
| ------- | ---- | ---- | ---- | ---- | ----- | ---- | ---- | ---- | ---- | ---- | ---- |
| Жителей | 799  | ↘790 | ↗818 | ↗920 | ↗1072 | ↘550 | ↘435 | ↘408 | ↘335 | ↘262 | ↘244 |

В 1780 году жили 109 ревизских душ.
По сведениям 1859 года в деревне Вырыстайкино при речке Елаурке было 85 дворов удельных крестьян (414 мужчин, 385 женщин).
По сведениям 1879 года в Вырастайкине — 125 дворов с 790 жителями (382 мужчины, 408 женщин).
В 1900 году в селе Вырастайкино (при речке Елаурке) были 173 двора, 920 новокрещёных чуваш (453 мужчины, 467 женщин).
В 1913 году было 215 дворов, 1072 жителя.
В 1996 году — население 408 человек, преимущественно чуваши.
По данным Всероссийской переписи населения 2002 года численно преобладающая национальность Вырыстайкина — чуваши (89 %).

## Инфраструктура
Улицы: Кооперативная, Ленина, Садовая, Тельмана. 
Имеется регулярное автобусное сообщение с районным центром.

### Религия
До 1900 года жители деревни были прихожанами храма Архангельской церкви в селе Мордово. 
В 1900 году в Вырыстайкино построена деревянная Покровская церковь (престол в честь Покрова Пресвятой Богородицы). В 1930-х г. церковь была разграблена и полуразрушена. С 2003 года началось возрождение Вырыстайкинской церкви Покрова Пресвятой Богородицы.

## Памятники и памятные места
- Памятник-обелиск землякам, погибшим в годы Великой Отечественной войны (1971; Вырыстайкино, ул. Кооперативная, в 15 метрах от дома № 21Б в восточном направлении)[15].
- «Вырыстайкинская степь» — ландшафтный памятник природы (2012; в 4 км к юго-востоку от села Вырыстайкино), представляет собой остепненный волжский склон вдоль северного берега Мордовского залива. Виды растений и животных, подлежащие охране, не определены. Здесь — северная граница распространения больших тушканчиков. Есть колонии сурков-байбаков, а по берегам гнездятся серые цапли[16][17][18].

## Известные уроженцы
- Хорошев, Пётр Иванович (1902—19??) — советский военачальник, полковник.